# Kanton Villeneuve-de-Marsan
Villeneuve-de-Marsan is een voormalig kanton van het Franse departement Landes. Het kanton maakte deel uit van het arrondissement Mont-de-Marsan. Het is opgeheven bij decreet van 18.2.2014. De gemeenten maken sinds de departementale verkiezingen op 22.3.2015 deel uit van het nieuwe kanton Adour Armagnac.

## Gemeenten
Het kanton Villeneuve-de-Marsan omvatte de volgende gemeenten:
- Arthez-d'Armagnac
- Bourdalat
- Le Frêche
- Hontanx
- Lacquy
- Montégut
- Perquie
- Pujo-le-Plan
- Saint-Cricq-Villeneuve
- Sainte-Foy
- Saint-Gein
- Villeneuve-de-Marsan (hoofdplaats)